# Relazioni bilaterali tra Italia e Qatar
Le relazioni bilaterali tra Italia e Qatar sono le relazioni diplomatiche tra Italia e Qatar. L'Italia ha un'ambasciata a Doha. Il Qatar ha anch'esso un'ambasciata a Roma.

## Visite diplomatiche
L'emiro del Qatar Hamad bin Khalifa al-Thani visitò l'Italia in veste ufficiale nel luglio 2005 e nell'aprile 2012.
Il presidente italiano Giorgio Napolitano è diventato il primo presidente italiano a visitare il Qatar nel novembre 2007. Ha discusso con l'emiro del Qatar sul programma nucleare iraniano e sui modi in cui rafforzare le relazioni bilaterali.
Nel novembre 2017 si è tenuto un incontro tra l'Emiro Tamim bin Hamad Al Thani e il Primo Ministro italiano Paolo Gentiloni per discutere delle relazioni diplomatiche e della recente crisi diplomatica del Qatar.

## Cooperazione politica
Entrambi i paesi hanno aperto ambasciate nelle rispettive capitali nel 1992. Hanno firmato un accordo di tecnologia ed economia nel 1996.

## Relazioni economiche
Il turnover commerciale tra Qatar e Italia è diminuito negli ultimi anni. Era al suo massimo nel 2012 quando ha raggiunto 3,4 miliardi di euro. Nel 2016, questa cifra è scesa a 1,75 miliardi di euro. Ciò è attribuito alla minore importazione di merci italiane in Qatar e alla minore domanda di idrocarburi del Qatar da parte dell'Italia, che costituisce la maggior parte delle esportazioni del Qatar nel Paese. Tuttavia, il volume degli scambi bilaterali è ancora relativamente elevato, con l'Italia che è il 7° fornitore del Qatar.
Storicamente, gli investimenti del Qatar in Italia sono stati insignificanti a causa della corruzione in Italia percepita dai funzionari del Qatar. Nell'aprile 2013, il governo del Qatar ha acquistato il Palazzo della Gherardesca a Firenze per € 150 milioni. Le relazioni sugli investimenti hanno iniziato a migliorare nel 2015 con l'assistenza del Primo Ministro Matteo Renzi, che ha discusso delle possibili opportunità di investimento con Emir Tamim bin Hamad alla Conferenza delle Nazioni Unite del novembre 2015 a Parigi. I negoziati per un investimento eccessivo nella Banca Monte dei Paschi di Siena tra Renzi e Tamim bin Hamad sono iniziati due mesi dopo, ma sono stati interrotti dopo le dimissioni di Renzi da Primo Ministro. Nel 2017, il valore degli investimenti del Qatar in Italia era di circa 2 miliardi di euro ed era principalmente incentrato sull'industria del turismo in Italia.

## Relazioni militari
Il Qatar è un cliente importante per l'industria della difesa italiana. La società di costruzione navale italiana Fincantieri ha raggiunto un accordo di 4 miliardi di euro con il governo del Qatar a giugno 2016 per costruire navi per la sua marina. Nell'accordo erano inclusi anche i servizi di supporto e la costruzione di un molo. Nell'agosto 2017, il Qatar ha acquistato sette navi della Marina dall'Italia per un costo di 5 miliardi di euro. È stato concluso un grosso accordo tra il Qatar e la società di difesa Leonardo SpA. nel marzo 2018 in cui il Qatar avrebbe acquistato 28 elicotteri NH90 insieme a simulatori di volo per questi elicotteri. Poco dopo l'accordo, il Qatar e l'Italia hanno effettuato esercitazioni navali congiunte nel Golfo Persico.

## Relazioni culturali
Accordi di collaborazione culturale sono stati firmati tra i due paesi per la prima volta nel gennaio 2007, con efficacia a partire da ottobre 2011, e nel gennaio 2016, con efficacia dal 2016 al 2018.
L'ambasciata italiana a Doha è attiva nell'organizzazione di eventi culturali in Qatar, principalmente nel Katara Cultural Village. C'era una presenza italiana sia al 1° Katara European Jazz Festival che al 2° Katara European Jazz Festival nel 2014 e 2015, rispettivamente. Nel gennaio 2016, nell'ambito dell'accordo di collaborazione culturale firmato quel mese, l'ambasciata italiana ha ospitato la galleria fotografica "Pesci fuor d'acqua" a Katara.

## Migrazione
Ci sono circa 1.500 cittadini italiani che vivono in Qatar dal 2015.